# Tussebreen
Der Tussebreen (norwegisch für Zwergengletscher) ist ein 42 km langer Gletscher im ostantarktischen Königin-Maud-Land. Er liegt im westlichen Teil des Gebirges Sør Rondane.
Wissenschaftler des Norwegischen Polarinstituts benannten ihn 1973.